# Шарф

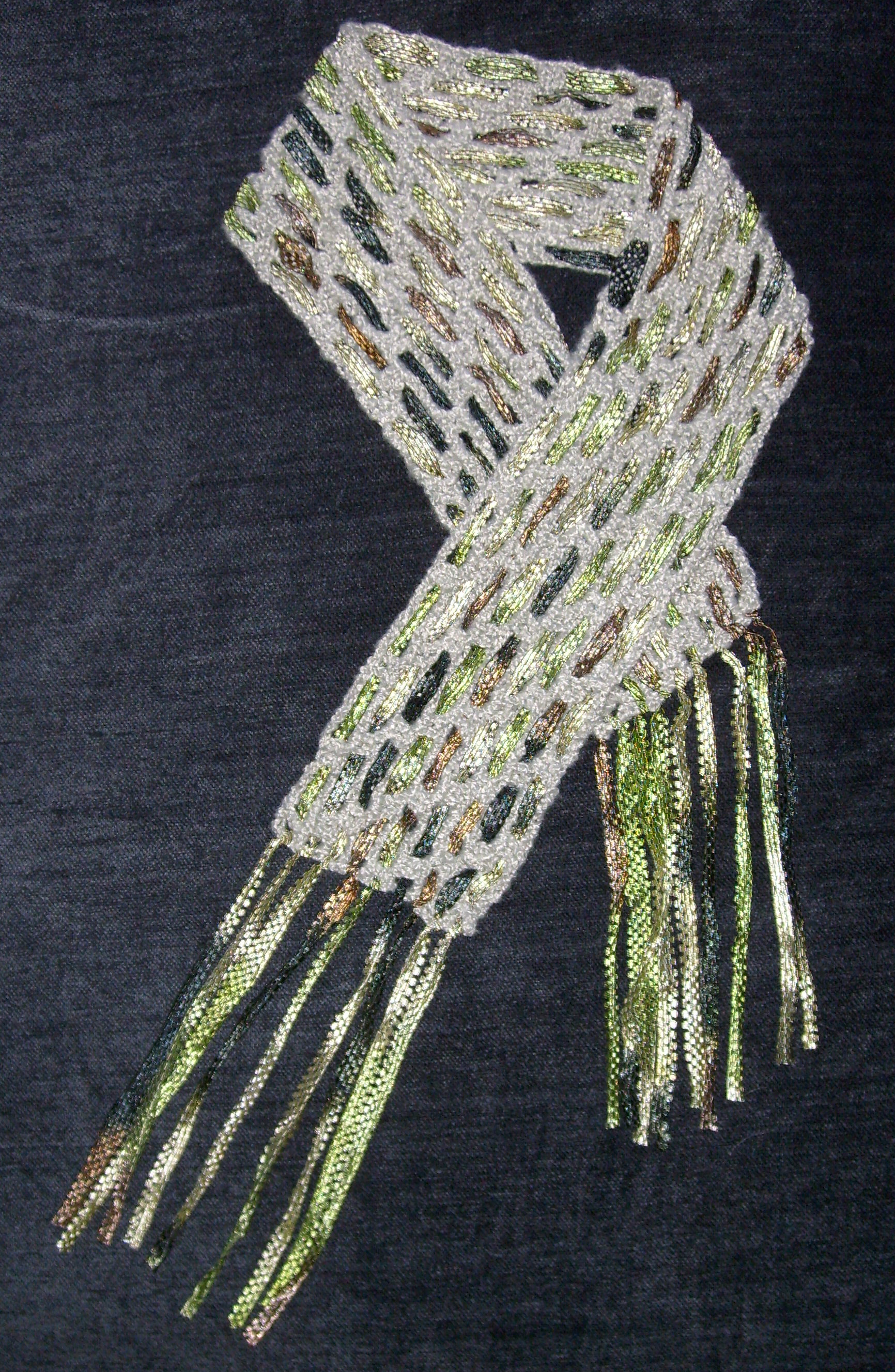
Шарф.

Шарф (фр. Écharpe) або ша́лик (нім. Schal) — довгий шматок тканини, який обвивають навколо шиї в утилітарних, естетичних або релігійних цілях. Шалик може бути виготовлений з найрізноманітніших матерій, від вовни до бавовни та мережив.

## Історія

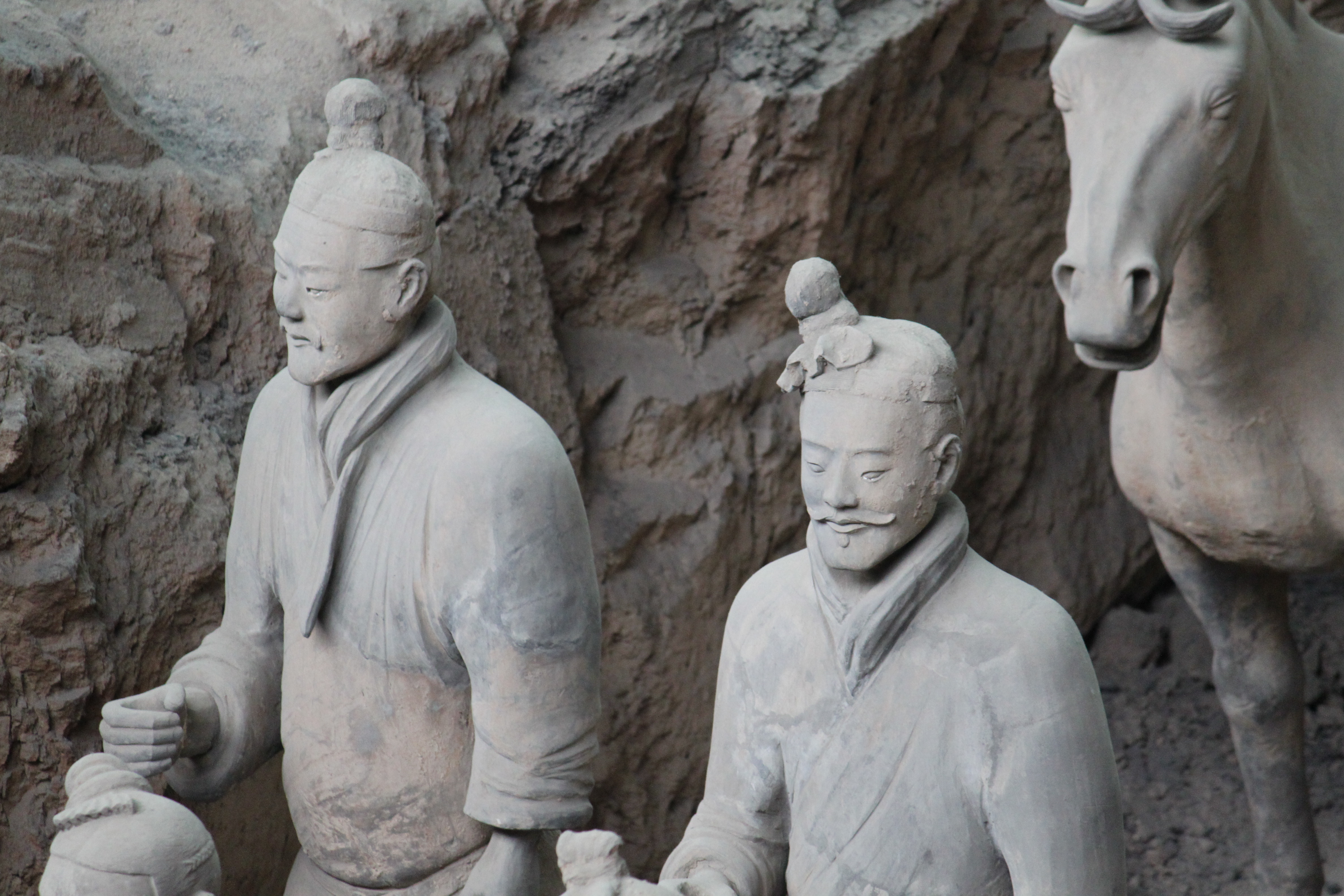
Шалики на теракотових воїнах.

Історія шарфа налічує понад дві тисячі років. Вперше він з'явився в Стародавньому Китаї. У 1974 році археологи виявили монументальне поховання, що належить до часів правління китайського імператора Цинь Ши Хуан Ді. У гробниці було знайдено 7500 фігурок теракотових воїнів. У кожного на шиї був шарф. Давні китайські воїни використовували шалики з практичною метою: обв'язували шию шматком матерії, щоб уберегтися від холоду та вітру.
Слово «шарф» походить від німецького Schärpe («військова пов'язка, пояс»).

## Використання та види

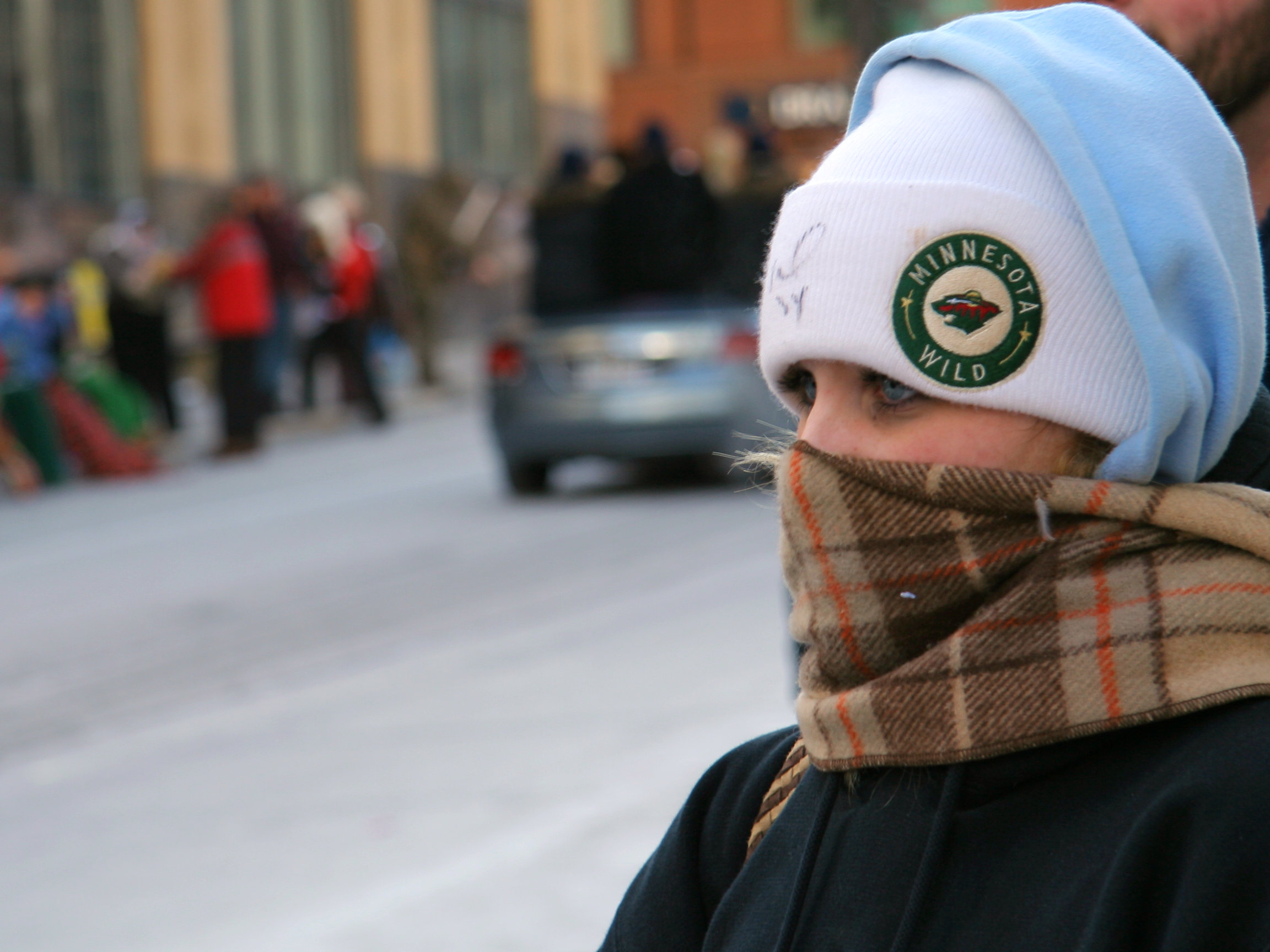
Дівчина закрила обличчя шаликом, щоб зберегти тепло.

У країнах з холодним кліматом знаходять застосування товсті в'язані шалики, найчастіше вовняний шалик пов'язується навколо шиї для збереження тепла. Як правило, він носиться разом із теплою шапкою.
У країнах із сухим кліматом або насиченим пилоподібними забруднювачами, тонкі шалики обмотували навколо голови, щоб зберегти волосся чистими. Ця звичка з часом переросла в традицію, і цей предмет гардероба перетворився на аксесуар.
Носять шарф не тільки на шиї, але і на талії, стегнах, плечах або голові.